# Кальненский сельский совет (Козовский район)
Кальненский сельский совет (укр. Кальненська сільська рада) — входит в состав
Козовского района
Тернопольской области
Украины.
Административный центр сельского совета находится в 
с. Кальное.

## История
- 1473 — дата образования.

## Населённые пункты совета
- с. Кальное
- с. Будова
- с. Маковисько